# Buck Henry
Pour les articles homonymes, voir Henry.
Buck Henry, nom de scène d'Henry Zuckerman, est un acteur, réalisateur et scénariste américain né le 9 décembre 1930 à New York dans l'État de New York et mort le 8 janvier 2020 à Los Angeles (Californie).

## Biographie
Buck Henry est apparu dans plus de quarante films, y compris Le Lauréat, Candy, Catch-22, Taking Off, L'Homme qui venait d'ailleurs, Gloria, Eating Raoul, Un sketch, Tante Julia et le scribouillard, Rendez-vous au paradis, The Player, Short Cuts et Les Grincheux. Il a co-réalisé Le ciel peut attendre, le remake de 1978 du film Le Défunt récalcitrant, et est apparu dedans comme un ange officieux, reprenant le personnage initialement joué par Edward Everett Horton.
Ses nombreux crédits d'écriture comprennent Le Lauréat, Candy, The Owl and the Pussycat, What's Up, Doc?, Catch-22, Le jour du dauphin, Protocole et Prête à tout.
Entre 1959 et 1962, il participe à un canular monté par Alan Abel (en). Sous le nom de G. Clifford Prout Jr, il se fait passer pour le président de l'organisation Society for Indecency to Naked Animals (en) « Société pour l'indécence des animaux nus », qui milite contre la nudité des animaux dans l'espace public. L'organisation, qui dispose d'une boîte à lettre sur la Cinquième Avenue de New York, reçoit de nombreuses lettres de soutien comme de protestation. Participant en 1962 à une émission de la chaîne de télévision CBS, il est reconnu par certains employés et le canular est révélé.
Il est co-créateur avec Mel Brooks de la série Max la Menace.
Buck Henry a partagé une nomination à l'Oscar pour la meilleure adaptation avec Calder Willingham pour leur scénario de Le Lauréat (1967). Il a reçu une deuxième nomination aux Oscars partagée cette fois pour le meilleur réalisateur de Heaven Can Wait de 1978, qu'il a co-réalisé avec la star du film Warren Beatty. En 1997, Buck Henry a été le récipiendaire du Distinguished Screenwriter Award du Festival du film d'Austin.
Ses crédits à Broadway comprennent la reprise en 2002 de Morning's at Seven. Off-Broadway en juillet 2009, il a joué aux côtés de Holland Taylor dans Mother, une pièce de Lisa Ebersole.
Buck Henry est décédé d'une crise cardiaque au Cedars-Sinai Medical Center à Los Angeles le 8 janvier 2020, à l'âge de 89 ans.

## Filmographie

### Comme acteur
- 1959 : Le Pont (Die Brücke)
- 1961 : The New Steve Allen Show (série TV) : Regular
- 1964 : The Troublemaker : T. R. Kingston
- 1967 : Le Lauréat (The Graduate) de Mike Nichols : Hotel Desk Clerk
- 1968 : Évasion sur commande (The Secret War of Harry Frigg) : Stockade Commandant
- 1968 : Candy : Patient mental
- 1970 : Catch-22 : Lt. Col. Korn (XO / Roman policeman)
- 1970 : La Chouette et le Pussycat (The Owl and the Pussycat) : Man Looking Through Doubleday's Bookstore
- 1971 : Taking Off : Larry Tyne
- 1971 : Is There Sex After Death? : Dr Manos
- 1976 : L'Homme qui venait d'ailleurs (The Man Who Fell to Earth) : Oliver Farnsworth
- 1977 : The Absent-Minded Waiter : Bernie Cates
- 1978 : Le Ciel peut attendre (Heaven Can Wait) de Warren Beatty et Buck Henry : The Escort
- 1979 : Old Boyfriends (en) de Joan Tewkesbury (en) : Art Kopple
- 1980 : Gloria : Jack Dawn
- 1980 : First Family (en) : Father Sandstone
- 1981 : La Vie avant tout
- 1982 : Eating Raoul : Mr. Leech
- 1987 : Un sketch (Aria) : Preston (segment Rigoletto)
- 1988 : Dark Before Dawn
- 1989 : Rude Awakening : Lloyd Stool
- 1990 : Tante Julia et le Scribouillard (Tune in Tomorrow...) : Father Serafim
- 1991 : Shakespeare's Plan 12 from Outer Space : The priest
- 1991 : Rendez-vous au paradis (Defending Your Life) : Dick Stanley
- 1991 : The Linguini Incident de Richard Shepard : Cecil
- 1992 : The Lounge People : Lewis Louis
- 1992 : Keep the Change (TV) : Smitty
- 1992 : Mastergate (TV) : Clay Fielder
- 1993 : Short Cuts : Gordon Johnson
- 1993 : Even Cowgirls Get the Blues : Dr Dreyfus
- 1993 : Les Grincheux (Grumpy Old Men) : Snyder
- 1995 : Prête à tout (To Die For) : Mr. H. Finlaysson
- 1995 : Harrison Bergeron (TV) : TV producer
- 1997 : Une vraie blonde (The Real Blonde) de Tom DiCillo : Dr Leuter
- 1998 : The Man Who Counted : George Postlewait
- 1998 : 1999 : Mr. Goldman
- 1998 : I'm Losing You : Phillip Dagrom
- 1999 : Breakfast of Champions : Fred T. Barry
- 1999 : Curtain Call : Charles Van Allsburg
- 2001 : Potins mondains et Amnésies partielles (Town & Country) : Suttler
- 2004 : The Last Shot : Lonnie Bosco
- 2012 : New York, unité spéciale : Mr. Morton (saison 14, épisode 8)

### Comme scénariste
- 1964 : The Troublemaker
- 1967 : Le Lauréat (The Graduate)
- 1968 : Candy
- 1970 : Catch-22
- 1970 : La Chouette et le Pussycat (The Owl and the Pussycat)
- 1971 : Is There Sex After Death?
- 1972 : On s'fait la valise, Doc? (What's Up, Doc?)
- 1973 : Le Jour du dauphin (The Day of the Dolphin)
- 1976 : Une étoile est née (A Star Is Born)
- 1980 : First Family (en)
- 1984 : Protocol
- 1995 : Prête à tout (To Die For)
- 2001 : Potins mondains & amnésies partielles (Town & Country)

### Comme réalisateur
- 1971 : I Miss Sonia Henie
- 1978 : Le Ciel peut attendre (Heaven Can Wait)
- 1980 : First Family (en)